# Pachyagrotis libanotica
Pachyagrotis libanotica là một loài bướm đêm trong họ Noctuidae.